# Tensou Sentai Goseiger: Epic on the Movie
Tensou Sentai Goseiger: Epic on the Movie (天装戦隊ゴセイジャー エピックON THEムービー Tensō Sentai Goseijā Epikku On Za Mūbī) là tựa phim điện ảnh của seri Super Sentai thứ 34 Tensou Sentai Goseiger. Nó được dự kiến phát hành vào 7 tháng 8 năm 2010, song song với phim Kamen Rider Double Forever: A to Z, Gaia Memory Số phận. Câu chuyện tiếp diễn với việc các Goseiger cố gắng cứu Trái Đất khỏi sự va chạm với hai thiên thạch, cùng nhiều thảm hoạ tự nhiên khác đang xảy ra, và là sự gặp gỡ giữa Warstar và phe phản diện mới nhất U Ma Thú. Như Double Forever, Epic on the Movie cũng được quay 3D.